# Yosano Akiko

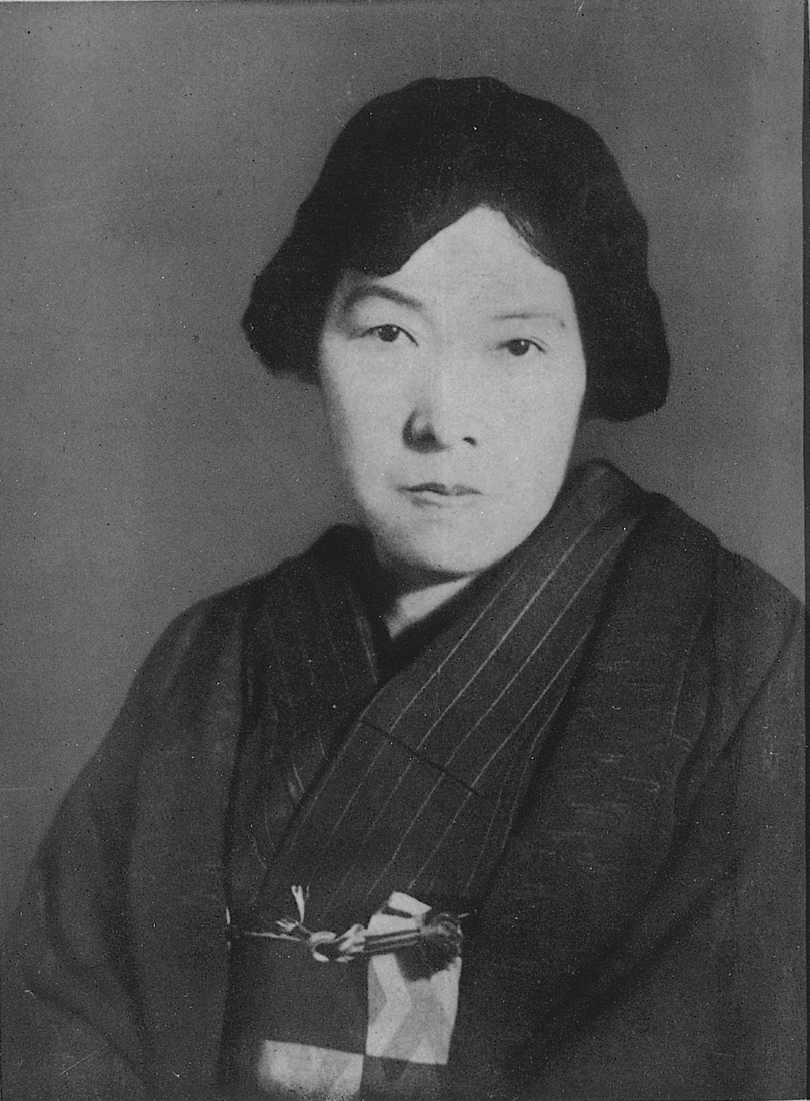
Yosano Akiko

Yosano Akiko (japanisch 与謝野 晶子, Kyūjitai 與謝野 晶子; * 7. Dezember 1878 in Sakai; † 29. Mai 1942) war eine japanische Dichterin, bekannt für romantische Tanka-Verse und auch als Feministin, Kritikerin und Denkerin, die während der Meiji-Zeit, Taishō-Zeit und in der frühen Shōwa-Zeit aktiv war. Der echte Name lautet Yosano Shō (与謝野 志よう).

## Leben
Yosano Akiko wurde in der Präfektur Osaka als Tochter eines reichen Händlers in der Handelsstadt Sakai geboren. Ihr Vater Hō Sōshichi (1847–1903) besaß eine Bäckerei und war ein Zulieferer für den Kaiserlichen Hof, interessierte sich aber für Kunst und Wissenschaft. Die junge Shō eignete sich einen hohen Bildungsstand an und begeisterte sich für klassische japanische Literatur. Ihre ersten Kurzgedichte (Tanka) wurden in dem Magazin Myōjō (明星, „der helle Stern“) publiziert, dessen Redakteur Yosano Tekkan ein einflussreicher Dichter war. Er wurde Held von Shōs Poesie: Die zwei hatten eine Affäre, während Tekkan noch verheiratet war. Yosano Akikos erste Gedichtsammlung Midaregami wurde 1901 veröffentlicht und gewann die Aufmerksamkeit des Publikums. In demselben Jahr verließ Akiko das Haus ihrer Eltern und kam nach Tokio, um mit Tekkan zu leben, der sich zu dem Zeitpunkt scheiden ließ. Die beiden heirateten und Akiko brachte insgesamt 13 Kinder zur Welt, von denen zwei Säuglinge starben. Sie schrieb weitere Gedichte, publizierte noch zwei Sammlungen, schrieb für Myōjō und noch in einer romantischen Auflage Subaru; die Kritiker erkennen Yosano Akikos Gedichte, die in der Zeit von 1901 bis 1910 geschrieben wurden, als die besten ihrer Werkliste an. Yosano Akiko war am höchsten Punkt ihrer Karriere angelangt; sie schrieb Essays, traf auf literarische Kritiker und übersetzte klassische Werke des mittelalterlichen Japan in die moderne Sprache (Genji Monogatari, Shin’yaku Eiga Monogatari). Nachdem Myōjō im Jahre 1908 nicht mehr aufgelegt wurde, unterstützte Yosano durch ihre Werke die ganze Familie finanziell. 1921 gründete sie die Bunka gakuin (文化学院) – eine Koedukationsschule, an der sie selbst auch einige Zeit unterrichtete. Sie kämpfte auch für die Rechte der Frauen. Im Jahre 1935 starb Yosano Tekkan. Die Grabstätten Tekkans und Akikos befinden sich auf dem Friedhof Tama in Fuchū (Präfektur Tokio).
Im Mai 1942 verstarb Akiko Yosano im Alter von 63 Jahren.

## Jugend und Einfluss
Als die Dichterin noch in dem Haus ihrer Eltern lebte, wurde ihre Gabe zu intellektueller Arbeit unterschätzt. Auch in der Saikai-Schule für Mädchen fühlte sie sich oft von den Lehrern verkannt, doch Akiko, damals noch Shō genannt, war sehr sanftmütig und geduldig. Weil ihre Eltern meinten, dass es nicht gut für sie wäre, so viel zu lesen, musste Akiko oft vor allen ihre Leidenschaft für literarische Werke verstecken. Nachdem sie ihren Schulabschluss 1894 gemacht hatte, fanden es die Eltern unnötig, Akiko weiter fortbilden zu lassen, obwohl ihre beiden Brüder an verschiedenen Universitäten Tokyos studierten.
Während der Schulzeit studierte sie auch die Nihon Buyō, koto, shamisen, japanische Teezeremonie und auch chinesische Klassiker. Akiko begann sehr früh zu lesen, und als sie 15 Jahre alt wurde, hatte sie schon einen großen Teil der japanischen klassischen Literatur gelesen. Vor allem war sie von der Literatur der Heian-Zeit begeistert. Da sie als Kind ein sehr gutes Gedächtnis hatte, konnte Yosano Akiko später in ihren 40ern mit Stolz sagen, dass sie sich an die Handlung vieler Werke erinnert. Was die Poesie angeht, fand Akiko die meisten japanischen Gedichte zu langweilig, außer den Werken von Yosa Buson. Die erste japanische Poesie, die Yosano Akiko bewundert hatte, war das Man’yōshū aus dem 8. Jahrhundert. Sie fand auch großes Interesse an den chinesischen Dichtern Du Fu und Li Bai.

## Die Ersten Werke
Die ersten Versuche machte Akiko im Alter von 11 bis 12 Jahren, als sie die Tanka von Ono no Komachi sehr schlecht fand. Sie wollte beweisen, dass auch Frauen gute Gedichte schreiben können. Ihre ersten Poeme wurden in dem literarischen Magazin Bungei Kurabu (文芸クラブ) im Jahre 1895 publiziert. Die ersten vier Gedichte, die 1896 publiziert wurden, waren nicht mehr als Beschreibungen des Wetters ohne Angabe eines bestimmten Ortes. Es gab noch keine starke Emotionen in ihren Gedichten.
Yosano Akiko fand diese früheren Gedichte belanglos. Sie meinte, es lag daran, dass sie „im Körper einer Frau steckte“ (onna no kara ni komotte iru). Sie entschied sich so zu schreiben, als ob sie ein Mann wäre. Damit veränderte sich auch ihre Poesie. Im Jahre 1899 publizierte sie zum ersten Mal shintaishi-Gedichte (der neue Poesie-Stil) anstelle von Tanka.

## Werke

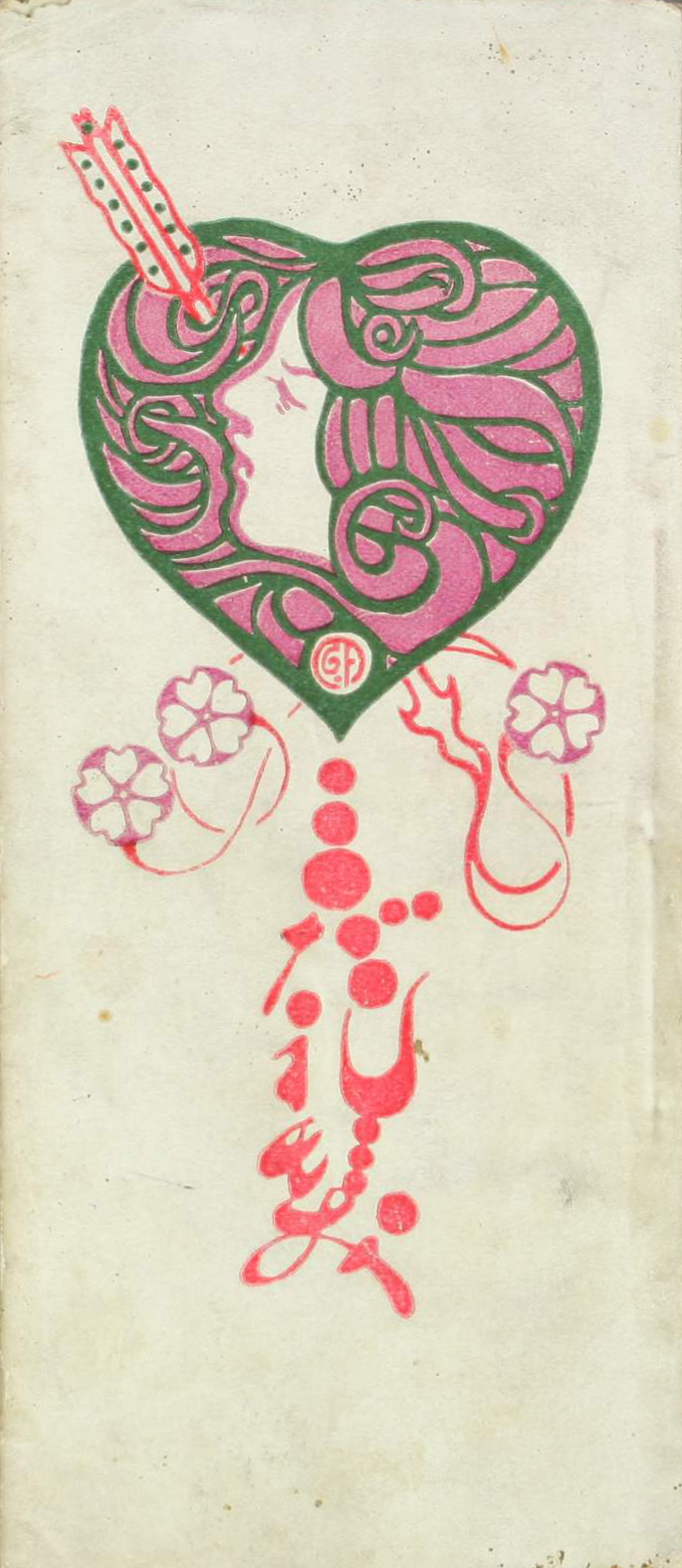
Der Umschlag von Midaregami, 15. August 1901

In ihren Gedichten kämpft Yosano Akiko gegen die traditionelle Denkweise, tritt für die freie Liebe und die Befreiung der Persönlichkeit von Prinzipien und Moral ein; sie bindet die Symbole der klassischen Poesie (die blühende Sakura, Zither, Glühwürmchen) an vom Westen übernommenen Bilder.
Sie war mehrmals einer harten Kritik für die explizite Erotik in ihren Gedichten ausgesetzt. Das Hauptthema ihrer Lyrik ist die Liebe, die Mehrheit der Gedichte war Yosano Tekkan gewidmet. Einen großen Einfluss auf ihre Werke hatten Gedichte von Frauen wie Izumi Shikibu und Ono no Komachi. Akiko war bekannt für ihre Gedichte in der japanischen traditionellen Form – Tanka. Akiko personalisierte ihre Tanka, die auf bekannten Themen und der üblichen Sprache wie auch persönlichen Erlebnissen basierten. Ihre erste und bekannteste Poesie-Sammlung Midaregami (みだれ髪, „Verwickelte Haare“) – in den mittelalterlichen Gedichten symbolisierte offenes Haar Leidenschaft, wie z. B. bei Izumi Shikibu – pries die sinnliche Liebe und enthielt Symbolik und Sprache, die man in der Zeit als außerordentlich erotisch ansah.
Obwohl ihre späteren Sammlungen wie zum Beispiel Hi no tori (火の鳥, „Feuervogel“), nicht so populär waren wie Midaregami, wurde dennoch die Struktur von manchen Kritikern überragend eingeschätzt.
Von den Werken, die in der shintaishi-Form geschrieben sind, ist Kimi shinitamō koto nakare (君死にたもうこと勿れ, „Du sollst nicht sterben“) das bekannteste. Es ist ein Gedicht mit vierzig Zeilen, die Akiko für ihren Bruder Sōshichi schrieb. Sie bittet ihn sein Leben nicht im Russisch-Japanischen Krieg zu lassen. Dieses Gedicht erhielt harsche Kritik, weil sie ihre persönlichen Gefühle wichtiger nahm als Patriotismus und die Pflicht für das Land. Akiko verteidigte sich in der Ausgabe von Myōjō (November 1904) und argumentierte, dass ihrer Meinung nach jeder seine „wahre Persönlichkeit in eigenen Werken zeigen“ soll, ansonsten habe sie keine Meinung. Akiko selbst sah Kimi shinitamō koto nakare nie als einen Protest oder als Kritik an der Herrschaft. In ihren Essays, die sie in den späten 30er Jahren schrieb, kann man deutlich sehen, dass Akiko keine Pazifistin war. Es waren mehr ihre eigenen Gefühle und die Angst ihren jüngeren Bruder zu verlieren, die zu diesem Gedicht führten.

## Essays
In ihrer späteren Karriere wurde Akiko für ihre Essays hoch geschätzt. Der Inhalt war einem weiten Kreis von Themen gewidmet wie Bildung, Politik, Gesellschaft und persönlichen Erlebnissen. Zum Beispiel erzählte sie über den schweren Prozess der Geburt und wie wichtig die Geburtenrate für das Land ist. Sie meinte, dass viele männliche Schriftsteller den Krieg und seine Soldaten anpreisen und dabei Frauen, die Kinder zur Welt bringen müssen, nicht beachten. In einem anderen Essay „Ich und Religion“, der kurz nach dem Tod von Yosano Tekkan (1935) publiziert wurde, erzählt Akiko, was sie von Zazen hält. Damals hatten ihre Freunde Angst, dass sie wegen ihrer großen Liebe zu dem verstorbenen Mann Selbstmord begehen könnte und meinten, Meditation könnte sie beruhigen. Worauf Akiko dies in einem ziemlich ironischen Ton kommentiert: „Ein Mann hat es wohl nötig seinen Geist zu trainieren. Jedoch eine Frau, die in ihrem Alter ist, hat schon so viel erlebt und durchgemacht, dass sie es nicht braucht. Auch wenn sie keine Bildung erhalten hat.“ In solchen Aussagen kann man deutlich die feministischen Ideen von Akiko sehen.

## Feministin

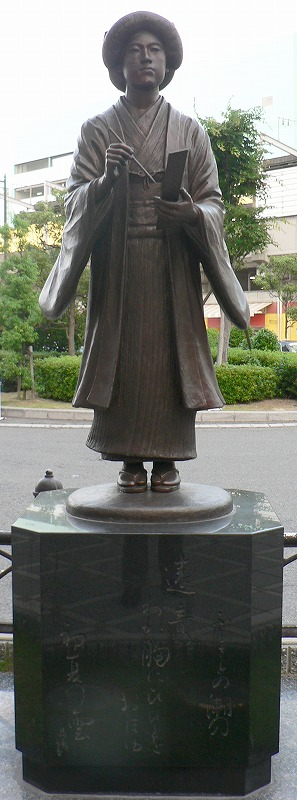
Bronzestatue Yosanos vor dem Bahnhof in Sakai, Osaka

Viele von Yosano Akikos Essays handelten von der Rolle der modernen Frau in der japanischen Gesellschaft. Sie sprach von den zwei Konzepten der Frau:
tada no onna („gewöhnliche Frau“) – die traditionelle Frau. So wollten Yosano Akikos Eltern sie erziehen. Die „gewöhnliche Frau“ konnte sich in drei Gebieten manifestieren: Haushalt, das alltägliche Führen des Familiengeschäfts und das Gebären von Kindern, vor allem Jungen. Persönliche Ambitionen, Neugier und Leidenschaft sind schlecht für so eine Frau. Akiko verachtete dieses Bild und nannte die „gewöhnliche Frau“ auch „kopflose Frau“. In derselben Zeit stellte Akiko atarashii onna, die „neue Frau“, der Taishō-Zeit als ein Ideal dar.
In dem Essay Otoko to onna („Männer und Frauen“), behauptet Akiko, dass die größte Hoffnung Japans  in der wachsenden Zahl von Menschen (respektive  Männer und Frauen) liegt, die mit Respekt zueinander handeln. Sie nennt auch mehrere Argumente, die für die Gleichberechtigung der Frauen sprechen:
1. Die literarischen Werke von Frauen in der Heian-Zeit bestätigen, dass auch Frauen zu bewundernswerten Leistungen fähig sind.
2. In der Zeit des Maschinenbaus ist die physische Kraft nicht mehr so wichtig.
3. Weil Haushaltsführung nicht mehr so viel Zeit braucht, kann man es nur als ein Aspekt des Lebens einer Frau ansehen, und nicht als wichtigstes.
4. Keiner kann ständig zuhause eingesperrt leben. Es ist die Arbeit außer Haus, die Freude ins Leben eines Menschen bringt.

Sie versuchte damit Frauen zum „freien Denken“ zu bringen. Sie propagierte Unabhängigkeit, Beschränkung von materiellen Dingen, kritisierte japanische Männer und die Gesellschaft, die Frauen unterdrückte. Im Unterschied zu anderen japanischen Feministinnen ihrer Ära plädierte Akiko für die individuelle Emanzipation der Frau.

## Reise zum Kontinent
Als Myōjō nicht mehr aufgelegt wurde, begann eine sehr deprimierende und inaktive Periode für Yosano Tekkan. 1910 entschied sie sich, dass die beste Heilung für ihren Mann eine Reise nach Frankreich wäre. Sie arbeitete sehr viel, um das benötigte Geld zu sammeln, und im November 1911 reiste Tekkan nach Europa. Im Jahre 1912 veröffentlichte Akiko eine weitere Sammlung von tanka, eine modernisierte Version von Genji Monogatari (Shinyaku Genji Monogatari 新訳源氏物語) und später die Erzählungssammlung Kumo no iroiro (Wolken). Während dieser Zeit vermisste Akiko ihren Mann so sehr, dass sie sich entschied, selber nach Europa zu reisen. Am 5. Mai 1912 verließ Akiko Japan und fuhr mit der Transsibirischen Eisenbahn von Wladiwostok nach Paris.  Sie war die erste japanische Frau, die alleine eine 14 Tage lange Reise unternahm. Akiko fuhr durch Russland und Deutschland und später reiste sie noch in die Niederlande.
Yosano Akikos Bericht über die Reise und Beobachtungen sind in 16 Essays zusammengefasst und mit dem Namen Pari yori (Aus Paris) bezeichnet.

## Rezensionen
Lisette Gebhardt: „Lob der Demokratie, Kritik an Männern“ auf Literaturkritik.de, 21. Juni 2022.
Lisette Gebhardt: „Lyrik der Leidenschaft - 399 Gedichte von Akiko Yosano“ auf Literaturkritik.de, 13. November 2023